# Alexander de la Croix
Jean Francois Alexander de la Croix (* 12. November 1889 in Berlin; † unbekannt) war ein deutscher Journalist, nationalsozialistischer Verbandsfunktionär und Teilnehmer am Kapp-Putsch im März 1920.

## Leben

### Herkunft und Familie
Er stammte aus einer Berliner Familie hugenottischer Einwanderer und wurde evangelisch getauft. Sein Vater war der Buchhalter, später Kaufmann Johann Franz Alexander de la Croix, seine Mutter Marie Clara Selma de la Croix geborene Thomas.
Am 3. Juni 1919 heiratete er in Berlin–Charlottenburg Gertrud Cohn geborene Mühsam (* 10. April 1885). Seine Frau war Tochter eines Charlottenburger Arztes, Sanitätsrat Josef Mühsam, und seiner Ehefrau Margarete geborene Landesberg. Gertrud war mosaischer Religion, also Jüdin. Die Ehe wurde bereits am 10. Februar 1921 geschieden.

### Kapp-Putsch
De la Croix nannte dem Standesamt bei seiner Heirat 1919 als Beruf Schriftleiter, also Redakteur. Über seine Ausbildung, seine Beschäftigung, eine mögliche Kriegsteilnahme und seine Rolle in der Revolutionszeit liegen keine verlässlichen Informationen vor.

Im März 1920 beteiligte er sich am Kapp-Putsch. Er besetzte eine Position in der Vereinigten Presseabteilung der Reichsregierung. Der dort beschäftigte Beamte Karl Brammer berichtete wenige Monate später in seiner (von Historikern respektierten und oft genutzten) Dokumentation Fünf Tage Militärdiktatur: 
„Ferner wurde im Pressedienst ein Herr Alexander de la Croix beschäftigt, der sich vor der Revolution als wildester Militarist aufspielte, der sich aber am 9. November mit einer riesigen roten Schleife zierte, sich zum Vorsitzenden des Soldatenrates wählen ließ, und der sich am 13. März der Regierung des Herrn Kapp für Presseangelegenheiten zur Verfügung stellte.“
Er trat allerdings nicht prominent als Kapp-Sprecher vor Journalisten wie seine Kollegen Paul Bredereck, Walter Harnisch, Gottfried Traub und Ignatz Trebitsch-Lincoln und war auch weniger bekannt als Kapps Propagandisten Karl Schnitzler und Friedrich Grabowski. De la Croix’ Beteiligung am Staatsstreich fiel, da er nicht als „Führer“ eingestuft wurde, unter das Amnestiegesetz vom August 1920. Er wurde nicht von Strafverfolgungsbehörden oder Gerichten belangt, und seine kurze Tätigkeit in Kapps Pressestelle wurde rasch vergessen.

### Journalismus und neue Medien
De la Croix entwickelte großes Interesse an neuen Medien: Rundfunk, Film und Amateurfotografie. In diesen Sparten verfolgte er seine Karriere als Journalist und Funktionär.
Bis mindestens 1921 war er tätig bei der Delo-Film-Kommandit-Gesellschaft Jacobi & Co. in Berlin. Er hatte dort Prokura, die aber im Sommer 1921 erlosch.
Seine beruflichen und persönlichen Aktivitäten in den 1920er Jahren liegen im Dunkeln.
Zum 1. Mai 1932 trat er der NSDAP bei (Mitgliedsnummer 1.101.107). Im Juni 1932 wurde er Chefredakteur der vom nationalsozialistischen Publizisten und Verleger Willi Bischoff aufgekauften Zeitschrift Der Rundfunkhörer (1924 gegründet als Noru, Norddeutsche Rundschau für Funk und Film). 1933 wurde er zugleich Chefredakteur der drei Jahre zuvor gegründeten, inzwischen nationalsozialistischen Zeitschrift Der Deutsche Sender dem Verbandsorgan des Reichsverbands Deutscher Rundfunkteilnehmer (RDR). Er war dort bereits der vierte Schriftleiter nach Willi Bischoff, Rudolf Ableiter, Eberhard Moes und Goetz Otto Stoffregen.
Ab Mai 1933 gab er dem Medienhistoriker Thomas Bauer zufolge zudem den Pressedienst der deutschen Sender heraus, eine in Manuskriptform verbreitete Gratis-Korrespondenz für Zeitungen, redigiert von Franz Springer. Der Titel suggeriert ein quasi-amtliches Mitteilungsorgan der Sendeanstalten, es war jedoch eine privatunternehmerische Korrespondenz. Da der Nachdruck für die Zeitungen kostenfrei war, muss die Korrespondenz Bauer zufolge „von irgendeiner Seite bezuschusst worden sein“. Die Korrespondenz ist beim Bundesarchiv bis 1933 archiviert.
In de la Croix’ Händen wurden also einschlägige Redaktionen der Hörfunk-Programmpresse im Sinn der nationalsozialistischen Propaganda gebündelt. Die gesamte Funkpresse unterstand ab 1934 der Reichsrundfunkkammer und diese der Reichskulturkammer.
Im Reichsverband der Deutschen Presse (RDP) wurde ein Fachausschuss der Rundfunkschriftleiter gebildet. De la Croix wurde in seinen Beirat berufen. Ihm gehörten nur NSDAP-Mitglieder an, neben de la Croix als Vertreter von Der Deutsche Sender die Funkpresse-Journalisten Fritz Oerter (NS-Funk), Heinz von Fehrentheil sowie Paul Dost (beide Funk und Bewegung).
De lax Croix wechselte später – so Bauer mit Berufung auf dessen Personalakte im Berlin Document Center – in die Hauptabteilung Film der NSDAP-Reichspropagandaleitung.
Er veröffentlichte mehrere Artikel zur Amateurfotografie und gab ein nutzerfreundliches Handbuch Photographierte Familiengeschichte heraus (siehe unten, Werke).
Seine weitere berufliche Laufbahn ist nicht bekannt.

### Bewegung Deutsche Christen
De la Croix engagierte sich in der NSDAP-nahen Glaubensbewegung Deutsche Christen (DC) und verband dies mit seinen journalistischen und Funktionärstätigkeiten. Er war als Hauptschriftleiter des Rundfunkkomitees der DC wichtiger politischer Gast an der ersten Reichstagung der Deutschen Christen im April 1933. Die DC versuchten, auf die kirchenpolitische Berichterstattung im Rundfunk und die Rundfunkgestaltung Einfluss zu nehmen, und der nationalsozialistische Staat kam ihnen entgegen: Im Juni 1933 wurden bei den einzelnen Rundfunksendern kirchenpolitische Ausschüsse gebildet, deren Zentralleitung von der DC betreut wurde. Bei der Synode der Deutschen Evangelischen Kirche am 6. September 1933 trat de la Croix als Redner sowie als Organisationsleiter der DC auf.

## Werke (Auswahl)
- „Illustrierte Filmpost : Film macht Unsichtbares sichtbar : Luft ohne Tarnkappe“. Illustrierte Wochenpost 5. Jg., Nr. 29, 15. Juli 1932, S. 15 [Digitalisat ANNO ÖNB]
- „Das Bild als Volksbildungsmittel“. In: Richard Kolb, Heinrich Siekmeier (Hrsg.), Rundfunk und Film im Dienste nationaler Kultur. Friedrich Floeder Verlag, Düsseldorf 1933, S. 291–302
- „Lerne photographieren bei ,Kraft durch Freude‘“. Photofreund 16. Jg., Nr. 1, 1936, S. 21–22. [Zeitschrift des VDAV, Verband Deutscher Amateurphotographen-Vereine]
- (Hrsg.) Photographierte Familiengeschichte. Bearbeitet von Richard Lange und Max Schiel. Berlin, Photokino-Verlag 1937